# Álvaro Peña
Álvaro Guillermo Peña (Santa Cruz de la Sierra, 11 de fevereiro de 1965) é um ex-futebolista boliviano. Disputou a Copa de 1994 (única de sua carreira) e cinco edições da Copa América com a Seleção Boliviana.

## Carreira
Iniciou sua carreira em 1982 no Real Santa Cruz, time de sua cidade natal. Seu desempenho o fez ser contratado pelo Blooming, em 1987. Jogaria ainda por San José, Temuco, Cortuluá e Bolívar antes de voltar ao Real Santa Cruz, em 1996.
Nos cinco anos seguintes, Peña atuaria por Destroyers, Oriente Petrolero e The Strongest, retornando ao Bolívar em 2000. Teve ainda uma discreta passagem pelo Mariscal Braun antes de encerrar a carreira em 2002. Retornou aos gramados no mesmo ano, para jogar algumas partidas pelo Iberoamericana, terminando de vez sua trajetória como jogador.